# 万达·赫德雷安
万达·赫德雷安（羅馬尼亞語：Vanda Hădărean，1976年5月3日—），生于克卢日-纳波卡，罗马尼亚女子竞技体操运动员。她曾代表罗马尼亚获得1992年夏季奥运会体操比赛女子团体全能银牌。